# Ergisch
Ergisch is een gemeente en plaats in het Zwitserse kanton Wallis, en maakt deel uit van het district Leuk.
Ergisch telt 193 inwoners.